# Municipio de Trenton (Kansas)
El municipio de Trenton (en inglés: Trenton Township) es un municipio ubicado en el condado de Edwards en el estado estadounidense de Kansas. En el año 2010 tenía una población de 274 habitantes y una densidad poblacional de 2,01 personas por km².

## Geografía
El municipio de Trenton se encuentra ubicado en las coordenadas 37°50′46″N 99°31′11″O / 37.84611, -99.51972. Según la Oficina del Censo de los Estados Unidos, el municipio tiene una superficie total de 136.49 km², de la cual 136,49 km² corresponden a tierra firme y (0 %) 0 km² es agua.

## Demografía
Según el censo de 2010, había 274 personas residiendo en el municipio de Trenton. La densidad de población era de 2,01 hab./km². De los 274 habitantes, el municipio de Trenton estaba compuesto por el 91,97 % blancos, el 2,19 % eran amerindios, el 5,11 % eran de otras razas y el 0,73 % eran de una mezcla de razas. Del total de la población el 12,77 % eran hispanos o latinos de cualquier raza.